# Le Somnambuliste
Ne doit pas être confondu avec Le Somnambule (homonymie).
Le Somnambuliste est une web-série française en six parties de 15 minutes chacune, réalisée par Jérémy Strohm. Elle est disponible à partir du 25 mai 2021 sur la plate-forme Arte.tv de la chaîne franco-allemande Arte.

## Synopsis
À Westheim, au cœur de l'Alsace viticole, Simon est dans une crise existentielle. Travaillant d'un petit boulot dans l'hôtellerie, forcé de retourner vivre chez sa mère, il semble être en proie à des crises de somnambulisme lors desquelles à son réveil, il se retrouve dans des situations aussi intenables et qu'inexpliquées. Des crimes sont commis dans le village, et la police locale enquête.

## Distribution
- Gilles Vandeweerd : Simon Janssens
- Marion Morel : Norah
- Nathalie Charade : Laurence Janssens
- Jean-Paul Bissieux : Raymond Gruber
- Joël Villy : Didier
- Yann Berriet : Martinet
- Philippe Couerre : Éric
- Holly-Rose Clegg : Jaimie
- Florence Huige : Docteur Schweitze
- Albert Goldberg : Inspektor Meyer
- Bruno Dreyfurst : Joris
- Christian Waldner : Herbert
- Florent Dorin : Hans

## Fiche technique
- Titre : Le Somnambuliste
- Titre en allemand : (de)
- Titre international : The Somnambulist
- Réalisation : Jérémy Strohm (assisté de Renaud Vaudeville)
- Scénario : Jérémy Strohm et Thomas Desenne
- Photographie : Malory Congoste
- Montage : Axel Prin
- Son : Vincent Da Silva
- Costumes : Aliénor Figueiredo
- Décors : Valérie Elder
- Musique originale : Martin Balmand
- Production : Arte France et Centurions Films
- Producteur : Cédric Fenech
- Pays d'origine : France
- Langues originales : français, alsacien et anglais
- Genres : Thriller et comédie dramatique
- Durée : 6 × 13 min
- Chaîne originale : arte.tv

## Production
Le budget total de la web-série est de 449 000 € financés à hauteur de 200 000 € par Arte, 140 000 € par le Centre national du cinéma et de l'image animée (CNC), 74 000 € de dotation par la Région Grand Est, et 35 000 € par la société de production Centurions Films.
Le rôle principal est tenu par l'acteur belge Gilles Vandeweerd que le créateur de la série avait repéré quelques années auparavant avant de lui faire passer une audition pour l'épisode pilote du Somnambuliste.
Selon la volonté des auteurs et producteurs, originaires de la région, le tournage de la série a été réalisé en Alsace principalement à Mulhouse (dans les villas Jura et Argonne et à l'hôpital du Hasenrain) et dans le Haut-Rhin (notamment à Eschentzwiller, Richwiller, Steinbrunn-le-Haut, Obermorschwiller, Gueberschwihr, Westhalten et Merxheim) à partir du 24 août 2020 pour une durée de vingt jours,. La post-production est faite jusqu'à la mi-novembre.

## Épisodes
1. Six pieds sous terre
2. Le mort s'est envolé
3. La Grosse Bertha
4. Du sang sur les mains
5. Psychotropes
6. Nouveau Départ

## Accueil de la critique
Le journal La Croix juge que dans cette web-série d'Arte « polar et humour cynique se côtoient pour établir un portrait touchant de son protagoniste perdu dans sa vie » rejoint par Le Monde qui juge la « création décalée ».